# FIS Ladies Grand Prix 2003
FIS Ladies Grand Prix 2003 (niem. 5. FIS-Ladies-Grand-Prix) – piąta edycja FIS Ladies Winter Tournee, przeprowadzona w sezonie 2002/2003 na skoczniach w Niemczech i Austrii. 
Początek turnieju nastąpił 19 lutego 2003, podczas zawodów indywidualnych na skoczni w Breitenbergu. Trzy dni później rozegrano konkurs indywidualny na skoczni w Saalfelden am Steinernen Meer. Następnego dnia na tym samym obiekcie odbył się konkurs drużynowy. Kolejne zmagania zostały rozegrane w Baiersbronn, a turniej zakończył się 1 marca konkursem na obiekcie w Schönwaldzie. 
Pierwszy konkurs indywidualny wygrała Daniela Iraschko, a następny Anette Sagen. Trzeci konkurs – drużynowy wygrała reprezentacja Stanów Zjednoczonych w składzie: Karla Keck, Alissa Johnson, Jessica Jerome, Lindsey Van. Trzecie i czwarte zmagania indywidualne wygrała Daniela Iraschko. Zwyciężczynią piątej edycji turnieju została Anette Sagen, która zdobyła najwięcej punktów w klasyfikacji łącznej FIS Ladies Grand Prix. Na drugim stopniu podium w generalnej klasyfikacji turnieju stanęła Eva Ganster, a na trzecim – Lindsey Van.
W cyklu wystartowało łącznie 40 zawodniczek z dziewięciu narodowych reprezentacji.

## Przed FIS Ladies Grand Prix

### Tło
Do 1998 roku Międzynarodowa Federacja Narciarska nie organizowała żadnych konkursów kobiecych. Zdarzało się jednak, że skoczkinie startowały w roli przedskoczków w zawodach mężczyzn lub występowały jako zawodniczki, ale nie były klasyfikowane. W styczniu 1998 w Sankt Moritz odbyły się nieoficjalne mistrzostwa świata juniorek, które są uznawane za pierwsze międzynarodowe zawody kobiece. W marcu tego samego roku odbyły się natomiast pierwsze seniorskie zawody kobiet pod egidą Międzynarodowej Federacji Narciarskiej – dwa konkursy Pucharu Kontynentalnego w Schönwaldzie. W kolejnym sezonie po raz pierwszy zorganizowano FIS Ladies Grand Tournee, będący pierwszym międzynarodowym cyklem zawodów kobiet, rozgrywanym przez Międzynarodową Federację Narciarską.
Spośród zawodniczek startujących w FIS Ladies Grand Prix w 2003 roku, dwadzieścia dziewięć brało udział w poprzedniej – czwartej edycji turnieju. Wśród zawodniczek sklasyfikowanych w pierwszej dwudziestce poprzedniej edycji, na stracie zabrakło tylko ósmej Ayumi Watase, osiemnastej Eriki Westlund (Szwecja) i dziewiętnastej Laury Gruß (Niemcy). Zwyciężczynią FIS Ladies Grand Prix 2002 była Daniela Iraschko przed Anette Sagen i Heleną Olsson.
W poprzednich edycjach turnieju trzykrotnie zwyciężała Daniela Iraschko (2000, 2001, 2002) i raz jej rodaczka Sandra Kaiser (1999). Austriaczka Eva Ganster dwukrotnie stawała na podium klasyfikacji łącznej turnieju (druga w 2000 roku, trzecia w 2001). Latem także był rozgrywany turniej na podobieństwo FLGP - FIS Sommer Ladies Tournee, dwukrotnie zwyciężała Daniela Iraschko (2001, 2002), Eva Ganster dwukrotnie była druga w FSLT (2001, 2002). Jessica Jerome w ostatniej edycji była trzecia.
Przed rozpoczęciem turnieju wśród faworytek wymieniano rekordzistkę świata w długości lotu Austriaczkę Danielę Iraschko oraz Norweżkę Anette Sagen.

### Program turnieju
Przed rozpoczęciem FIS Ladies Grand Prix 2003 podany został oficjalny program serii treningowych, próbnych i konkursowych oraz innych wydarzeń bezpośrednio związanych z turniejem. Poniższa tabela przedstawia szczegółowy wykaz tych wydarzeń, zgodny z pierwotnym planem organizacji turnieju.
| Data           | Miejsce        | Godzina                                        | Wydarzenie |
| -------------- | -------------- | ---------------------------------------------- | --- |
| 17 lutego 2003 | –              | –                                              | przyjazd do Breitenbergu, Sporthotel Sonnenhof                                                                   |
| 17 lutego 2003 | Sonnen         | 18:00                                          | pierwsze spotkanie kapitanów drużyn w Sporthotel Sonnenhof                                                       |
| 17 lutego 2003 | Sonnen         | 20:00                                          | powitanie skoczkiń                                                                                               |
| 18 lutego 2003 | Sonnen         | 10:00                                          | kontrola dokumentów i kombinezonów w Sporthotel Sonnenhof                                                        |
| 18 lutego 2003 | Breitenberg    | 13:00-15:30                                    | testy skoczni |
| 19 lutego 2003 | Breitenberg    | 19:00                                          | pierwszy konkurs indywidualny, po nim wręczenie nagród                                                           |
| 20 lutego 2003 |                |                                                | |
| –              | 9:00           | wyjazd do Saalfelden                           | |
| Saalfelden     | 18:00          | drugie spotkanie kapitanów drużyn w Ratuszu    | |
| Saalfelden     | 21 lutego 2003 | 14:00-15:30                                    | testy skoczni |
| Saalfelden     | 21 lutego 2003 | 18:30                                          | wręczenie numerów startowych na planu ratuszowym                                                                 |
| Saalfelden     | 22 lutego 2003 | 9:30-11:30                                     | oficjalna seria treningowa                                                                                       |
| Saalfelden     | 22 lutego 2003 | 14:00                                          | drugi konkurs indywidualny, po nim wręczenie nagród                                                              |
| Saalfelden     | 23 lutego 2003 | 9:30-11:30                                     | oficjalna seria treningowa                                                                                       |
| Saalfelden     | 23 lutego 2003 | 14:00                                          | konkurs drużynowy, po nim wręczenie nagród                                                                       |
| 24 lutego 2003 |                |                                                | |
| –              | –              | wyjazd do Baiersbronn                          | |
| Baiersbronn    | 19:00          | trzecie spotkanie kapitanów drużyn w Rosensaal | |
| Baiersbronn    | 25 lutego 2003 | 14:00                                          | testy skoczni |
| Baiersbronn    | 25 lutego 2003 | 19:00                                          | oficjalna seria treningowa                                                                                       |
| Baiersbronn    | 26 lutego 2003 | 10:00                                          | otwarta seria treningowa                                                                                         |
| Baiersbronn    | 26 lutego 2003 | 18:00                                          | otwarta seria próbna                                                                                             |
| Baiersbronn    | 26 lutego 2003 | 19:00                                          | trzeci konkurs indywidualny, po nim wręczenie nagród                                                             |
| 27 lutego 2003 | –              | –                                              | wyjazd do Schönwaldu, Don-Bosco-Heim w Furtwangen                                                                |
| 27 lutego 2003 | Schönwald      | 16:00                                          | czwarte spotkanie kapitanów drużyn w Uhrmacher-Ketterer-Halle                                                    |
| 27 lutego 2003 | Schönwald      | 19:00                                          | zaproszenie zawodniczek przez burmistrza i dyrektora zdrojowiska gminy Schönwald, na diabelski pochód w Tribergu |
| 28 lutego 2003 | Schönwald      | 10:00-14:00                                    | testy skoczni |
| 28 lutego 2003 | Schönwald      | 17:00                                          | powitanie skoczkiń, wręczenie numerów startowych oraz „Milka-Truck“ w centrum miasteczka                         |
| 1 marca 2003   | Schönwald      | 10:00                                          | oficjalna seria treningowa                                                                                       |
| 1 marca 2003   | Schönwald      | 14:00                                          | czwarty konkurs indywidualny, po nim wręczenie nagród                                                            |
| 1 marca 2003   | Schönwald      | 19:11                                          | zabawa na zakończenie turnieju z Enrico w Uhrmacher-Ketterer-Halle                                               |
| 2 marca 2003   | –              | –                                              | wyjazd do domu                                                                                                   |

## Zasady
Zasady obowiązujące w FIS Ladies Grand Tournee są takie same, jak podczas zawodów Pucharu Świata, czy Pucharu Kontynentalnego.
Do klasyfikacji generalnej FIS Ladies Grand Prix zaliczane były noty punktowe zdobyte przez zawodniczki podczas konkursów.
Skoki oceniane były w taki sam sposób, jak podczas zawodów Pucharu Świata, czy Pucharu Kontynentalnego. Za osiągnięcie odległości równej punktowi konstrukcyjnemu zawodniczka otrzymywała 60 punktów. Za każdy dodatkowy metr uzyskiwała dodatkowo 2 punkty, i analogicznie za każdy metr poniżej punktu K minus 2 punkty. Ponadto, styl skoku i lądowania podlegał ocenie przez pięciu sędziów wybranych przez FIS, którzy mogli przyznać maksymalnie po 20 punktów. Dwie skrajne noty (najwyższa i najniższa) nie wliczane były do noty końcowej.

## Skocznie
Konkursy FIS Ladies Grand Prix w 2003 przeprowadzone zostały na czterech skoczniach narciarskich – Baptist-Kitzlinger-Schanze w Breitenbergu, Bibergschanze w Saalfelden am Steinernen Meer, Große Ruhestein w Baiersbronn oraz Adlerschanze w Schönwaldzie. Wszystkie obiekty były skoczniami normalnymi.
|  | Nazwa skoczni              | Miejscowość                   | Punkt K | Punkt jury | Rekord skoczni | Rekord skoczni           | Rekord skoczni        |
|  | -------------------------- | ----------------------------- | ------- | ---------- | -------------- | ------------------------ | --------------------- |
|  | Baptist-Kitzlinger-Schanze | Breitenberg                   | K-75    | 82,0 m     | 82,5 m         | Yūta Watase              | 10.10.1999            |
|  | Bibergschanze              | Saalfelden am Steinernen Meer | K-85    | 95,0 m     | 98,0 m         | Kazuki Nishishita        | 03.02.1999            |
|  | Große Ruhestein            | Baiersbronn                   | K-85    | 90,0 m     | 91,0 m         | David Zauner Marko Simič | 14.01.2002            |
|  | Adlerschanze               | Schönwald                     | K-85    | 93,0 m     | 93,5 m         | Robert Křenek Tami Kiuru | 07.03.1998 09.02.2001 |

## Jury
Głównymi dyrektorami konkursów w ramach FIS Ladies Grand Tournee byli kolejno: Alois Uhrmann, Adi Eder, ponownie Adi Eder, Fritz Bischoff i Uli Gasche. Sędzią technicznym podczas pierwszego konkursu w Breitenbergu był Gerhard Wenninger, a jego asystentem – Werner Lipicar. W zawodach na skoczni Bibergschanze sędzią technicznym był Heinz Kiehl, a asystował mu Max Sandbichler. W następnym konkursie ponownie funkcję sędziego technicznego sprawował ponownie Heinz Kiehl, a jego pomocnikiem był Max Sandbichler. W czwartym konkursie – w Baiersbronn, sędzią technicznym Gerhard Wenninger, a jego asystentem – Manfred Rink. W ostatnim konkursie na skoczni Adlerschanze sędzią technicznym był ponownie Gerhard Wenninger, a asystował mu Manfred Rink.
W poniższej tabeli znajduje się zestawienie wszystkich sędziów, którzy oceniali styl skoków podczas konkursów FIS Ladies Grand Prix 2003 wraz z zajmowanymi przez nich miejscami na wieży sędziowskiej.
| Sędzia               | Kraj    | Stanowisko na wieży sędziowskiej | Stanowisko na wieży sędziowskiej | Stanowisko na wieży sędziowskiej | Stanowisko na wieży sędziowskiej | Stanowisko na wieży sędziowskiej |
| Sędzia               | Kraj    | Breitenberg                      | Saalfelden am Steinernen Meer    | Saalfelden am Steinernen Meer    | Baiersbronn                      | Schönwald                        |
| -------------------- | ------- | -------------------------------- | -------------------------------- | -------------------------------- | -------------------------------- | -------------------------------- |
| Otto Baier           | Niemcy  | –                                | –                                | –                                | –                                | E                                |
| Wilfried Birkenstamm | Niemcy  | –                                | –                                | –                                | C                                | B                                |
| Siegfried Burger     | Niemcy  | –                                | –                                | –                                | –                                | D                                |
| Claudia Denifl       | Austria | –                                | A                                | D                                | –                                | –                                |
| Rolf Feuchtenberger  | Niemcy  | C                                | –                                | –                                | –                                | –                                |
| Heinz Glawischnig    | Austria | –                                | E                                | A                                | –                                | –                                |
| Hartmut Haist        | Niemcy  | –                                | –                                | –                                | B                                | –                                |
| Hans-Jörg Hermann    | Niemcy  | –                                | –                                | –                                | A                                | –                                |
| Berndt Hess          | Niemcy  | A                                | –                                | –                                | –                                | –                                |
| Marko Hünefeld       | Niemcy  | E                                | –                                | –                                | –                                | –                                |
| Bob Knoll            | Niemcy  | B                                | –                                | –                                | –                                | –                                |
| Gerhard Krab         | Austria | –                                | D                                | C                                | –                                | –                                |
| Michael Lais         | Niemcy  | –                                | –                                | –                                | –                                | A                                |
| Thomas Leising       | Niemcy  | –                                | –                                | –                                | –                                | E                                |
| Herrmann Marcon      | Niemcy  | –                                | –                                | –                                | –                                | C                                |
| Antonius Möbius      | Niemcy  | D                                | –                                | –                                | –                                | –                                |
| Konrad Schmiederer   | Niemcy  | –                                | –                                | –                                | D                                | –                                |
| Hans Seidl           | Austria | –                                | C                                | E                                | –                                | –                                |
| Stefan Wolf          | Austria | –                                | B                                | B                                | –                                | –                                |

## Podium klasyfikacji łącznej
| Zawodniczka  | Breitenberg | Breitenberg | Breitenberg | Saalfelden am Steinernen Meer | Saalfelden am Steinernen Meer | Saalfelden am Steinernen Meer | Baiersbronn | Baiersbronn | Baiersbronn | Schönwald | Schönwald | Schönwald | Nota łączna | Strata |
| Zawodniczka  | Skok 1      | Skok 2      | Nota        | Skok 1                        | Skok 2                        | Nota                          | Skok 1      | Skok 2      | Nota        | Skok 1    | Skok 2    | Nota      | Nota łączna | Strata |
| ------------ | ----------- | ----------- | ----------- | ----------------------------- | ----------------------------- | ----------------------------- | ----------- | ----------- | ----------- | --------- | --------- | --------- | ----------- | ------ |
| Anette Sagen | 78,0 m      | 78,5 m      | 238,8       | 96,0 m                        | 94,0 m                        | 234,0                         | 93,0 m      | 88,5 m      | 228,0       | 88,0 m    | 89,0 m    | 241,0     | 941,8       | –      |
| Eva Ganster  | 75,0 m      | 74,0 m      | 226,3       | 86,0 m                        | 86,0 m                        | 231,0                         | 84,0 m      | 81,5 m      | 219,0       | 79,5 m    | 80,0 m    | 214,5     | 890,8       | 51,0   |
| Lindsey Van  | 71,5 m      | 74,0 m      | 218,6       | 83,0 m                        | 84,0 m                        | 219,5                         | 85,0 m      | 84,0 m      | 227,0       | 79,0 m    | 78,0 m    | 207,5     | 872,6       | 69,2   |

## Przebieg zawodów

### Breitenberg

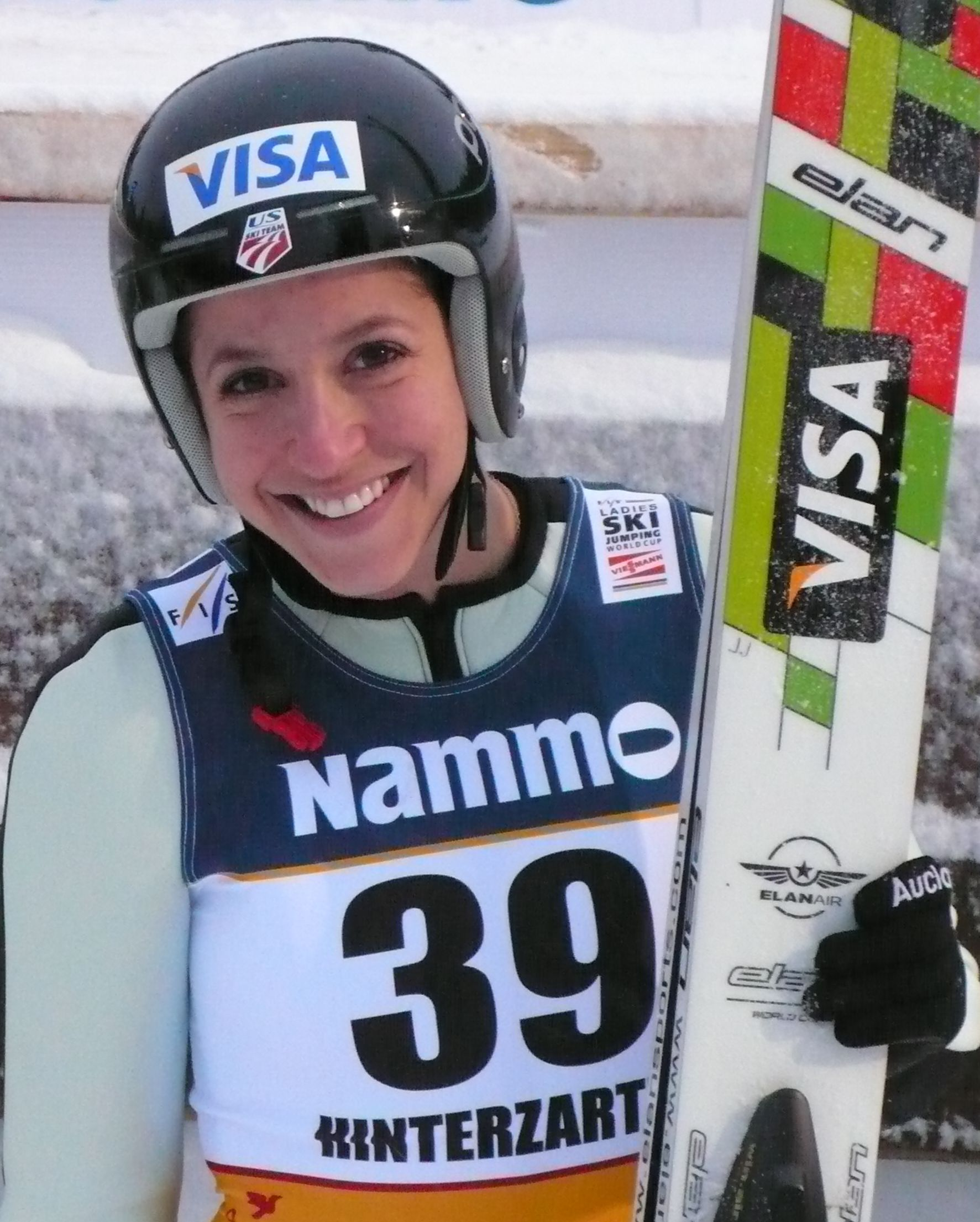
Jessica Jerome – trzecia zawodniczka pierwszego konkursu FLGP w Breitenbergu

Pierwszy z konkursów indywidualnych, przeprowadzony w ramach FIS Ladies Grand Prix, odbył się na obiekcie normalnym w Breitenbergu. W pierwszej serii konkursowej czterem zawodniczkom udało się osiągnąć odległość powyżej, bądź równą punktu konstrukcyjnego, umieszczonego na 75 metrze. Pierwszą która tego dokonała, była skacząca z numerem 28 Daniela Iraschko, która skoczyła na 77,5 metra. Pół metra dalej lądowała Anette Sagen, co okazało się najdalszą odległością pierwszej serii. Notę łączną powyżej 100 punktów uzyskało jeszcze tylko sześć zawodniczek: Rieko Kanai (100,2 punktu), Helena Olsson (103,4 punktu), Lindsey Van (106,3 punktów), Alissa Johnson (107,8 punktu), Eva Ganster (114,0 punktów), Jessica Jerome (119,4 punktu). Po pierwszej serii liderką była Sagen, z siedmioma dziesiątymi punktu przewagi nad Jerome, i dwoma i jedną dziesiątą punktu nad trzecią Danielą Iraschko.
Jako pierwsza w serii finałowej, skok 70 metrowy oddała Monika Pogladič, która skoczyła 70,5 metra. Dzięki temu skokowi awansowała o jedną pozycję w klasyfikacji. Kolejne zawodniczki uzyskiwały podobne rezultaty do Słowenki, dopiero trzecia po pierwszej serii Daniela Iraschko uzyskała jako pierwsza odległość powyżej 80 metrów. Dzięki temu najdłuższemu skokowi całego konkursu, udało jej się awansować na pierwszą pozycję w klasyfikacji łącznej. Druga po pierwszej serii Amerykanka Jerome, spadła o jedną pozycję, gdyż skoczyła o półtora metra bliżej niż trzecia Sagen, i przewaga z pierwszej serii nie starczyła aby utrzymać druga pozycję. Zwyciężczynią konkursu została zatem Iraschko, a na kolejnych stopniach podium stanęły Sagen i Jerome.
Podczas zawodów temperatura wynosiła –10,0 °C.

#### Wyniki zawodów (19.02.2003)
| 1.  | Daniela Iraschko  | Austria           | 77,5 | 118,0 | 80,5 | 123,6 | 241,6 |
| 2.  | Anette Sagen      | Norwegia          | 78,0 | 120,1 | 78,5 | 118,7 | 238,8 |
| 3.  | Jessica Jerome    | Stany Zjednoczone | 77,0 | 119,4 | 77,0 | 116,4 | 235,8 |
| 4.  | Eva Ganster       | Austria           | 75,0 | 114,0 | 74,0 | 112,3 | 226,3 |
| 5.  | Lindsey Van       | Stany Zjednoczone | 71,5 | 106,3 | 74,0 | 112,3 | 218,6 |
| 6.  | Helena Olsson     | Szwecja           | 72,0 | 103,4 | 76,0 | 114,7 | 218,1 |
| 7.  | Rieko Kanai       | Japonia           | 71,0 | 100,2 | 71,5 | 100,8 | 201,0 |
| 8.  | Monika Pogladič   | Słowenia          | 69,0 | 97,8  | 70,5 | 102,6 | 200,4 |
| 9.  | Line Jahr         | Norwegia          | 67,0 | 94,4  | 66,5 | 92,8  | 187,2 |
| 10. | Alissa Johnson    | Stany Zjednoczone | 74,0 | 107,8 | 63,5 | 79,2  | 187,0 |
| 11. | Yoshiko Kasai     | Japonia           | 67,0 | 93,9  | 67,0 | 92,9  | 186,8 |
| 12. | Ann-Kathrin Reger | Niemcy            | 65,0 | 87,5  | 69,0 | 96,8  | 184,3 |
| 13. | Maja Vtič         | Słowenia          | 68,0 | 95,1  | 64,5 | 86,4  | 181,5 |
| 14. | Tamara Kancilja   | Słowenia          | 64,0 | 85,3  | 66,0 | 89,7  | 175,0 |
| 15. | Izumi Yamada      | Japonia           | 64,0 | 85,8  | 65,0 | 88,5  | 174,3 |
| 16. | Ulrike Gräßler    | Niemcy            | 64,0 | 82,3  | 67,5 | 90,5  | 172,8 |
| 17. | Kristin Schmidt   | Niemcy            | 61,5 | 76,3  | 65,0 | 88,0  | 164,3 |
| 18. | Magdalena Kubli   | Austria           | 61,5 | 75,8  | 64,5 | 86,4  | 162,2 |
| 19. | Michaela Schmidt  | Niemcy            | 62,5 | 81,0  | 62,0 | 80,9  | 161,9 |
| 20. | Karla Keck        | Stany Zjednoczone | 61,0 | 74,2  | 64,5 | 83,9  | 158,1 |
| 21. | Urša Rozman       | Słowenia          | 58,5 | 68,7  | 62,5 | 80,5  | 149,2 |
| 22. | Tanja Drage       | Austria           | 58,5 | 71,7  | 60,0 | 76,0  | 147,7 |
| 23. | Seiko Koasa       | Japonia           | 59,0 | 70,3  | 60,5 | 76,1  | 146,4 |
| 24. | Rosemarie Wenk    | Szwajcaria        | 59,5 | 74,4  | 59,5 | 71,4  | 145,8 |
| 25. | Kerstin Mörtl     | Austria           | 58,0 | 70,1  | 58,0 | 69,1  | 139,2 |
| 26. | Kristin Fridtun   | Norwegia          | 57,5 | 68,5  | 57,5 | 68,0  | 136,5 |
| 27. | Katrin Stefaner   | Austria           | 54,0 | 60,3  | 59,5 | 73,4  | 133,7 |
| 28. | Verena Floss      | Austria           | 58,5 | 68,2  | 57,0 | 63,4  | 131,6 |
| 29. | Andrea Temme      | Niemcy            | 57,0 | 67,4  | 54,0 | 59,3  | 126,7 |
| 30. | Nicole Hauer      | Niemcy            | 57,0 | 65,9  | 55,5 | 60,6  | 126,5 |
| 31. | Tanja Volčjak     | Słowenia          | 54,0 | 60,3  | 55,0 | 63,0  | 123,3 |
| 32. | Taylor Lyons      | Stany Zjednoczone | 49,5 | 46,9  | 54,0 | 57,3  | 104,2 |
| 33. | Stine Lobben      | Norwegia          | 48,0 | 42,1  | 47,5 | 39,0  | 81,1  |
| 34. | Linda Eriksson    | Szwecja           | 44,0 | 30,8  | 44,5 | 31,9  | 62,9  |

### Saalfelden am Steinernen Meer

#### Pierwszy konkurs (indywidualny)

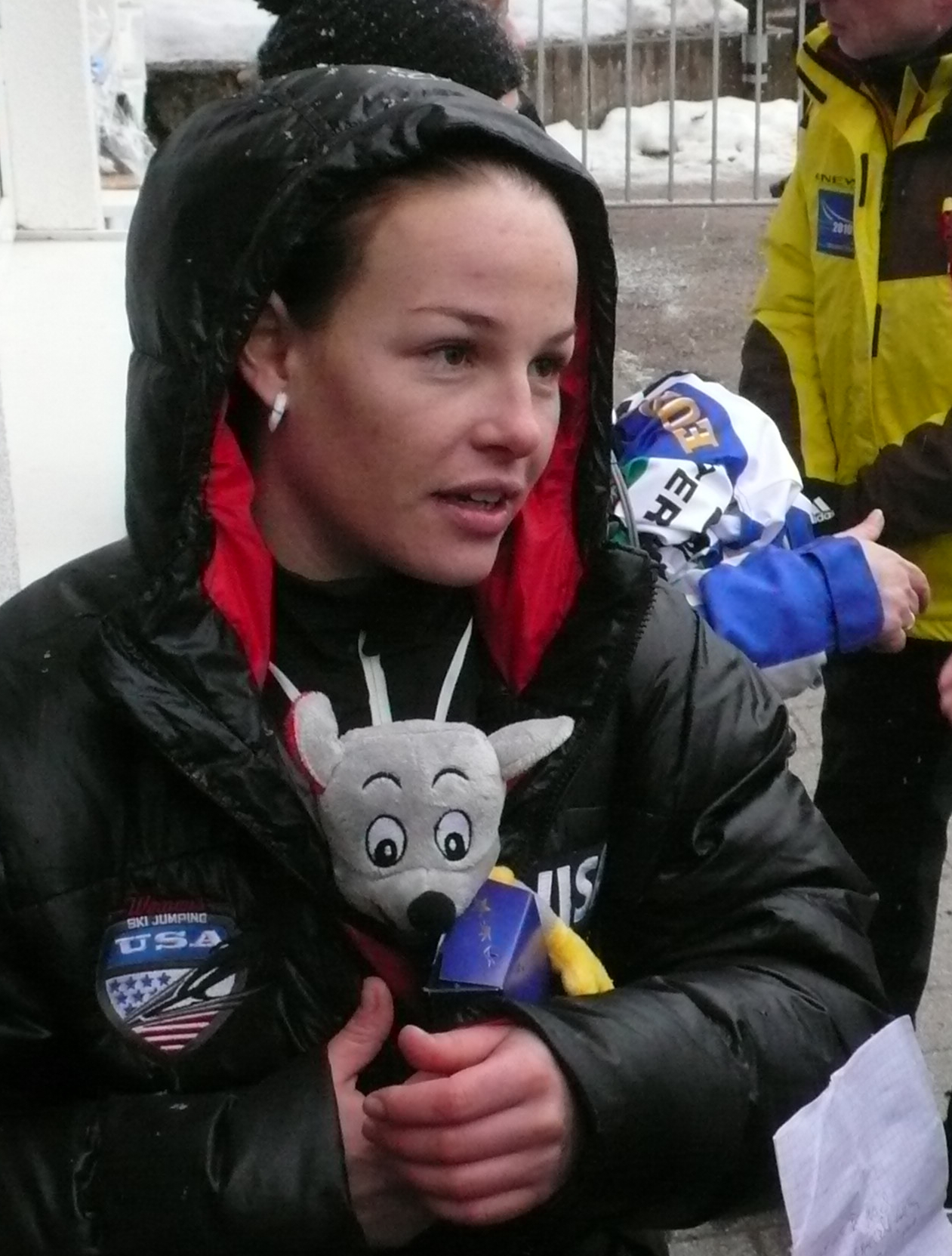
Lindsey Van – trzecia zawodniczka konkursu indywidualnego w Saalfelden am Steinernen Meer

Drugimi zawodami rozegranymi w ramach FIS Ladies Grand Prix był konkurs indywidualny w Saalfelden am Steinernen Meer. W pierwszej serii dwóm zawodniczkom udało się, uzyskać odległość powyżej punktu konstrukcyjnego, umieszczonego na 85 metrze. Pierwszą która tego dokonała, była skacząca z 32 numerem Eva Ganster – uzyskała odległość 86,0 metrów. Tuż po niej na belce startowej usiadła Anette Sagen, skoczyła 10 metrów dalej (2 metry bliżej niż rekord skoczni należący do Kazuki Nishishity), jednak dzięki słabszym notom za styl uzyskała tylko cztery punkty przewagi nad Austriaczką. Trzecia po pierwszej serii plasowała się Helena Olsson (83,0 m) ex aequo z Lindsey Van (83,0 m), obie zawodniczki uzyskały notę 107,5 punktu. Po pierwszej serii na prowadzeniu była Sagen, przed Ganster i Olsson ex aequo z Van.
W serii finałowej, czterem zawodniczkom udało się uzyskać odległość powyżej 80 metrów. Pierwszą która tego dokonała była Helena Olsson (82,0 m). Odległościowo lepszy rezultat uzyskała, plasująca się ex aequo ze Szwedką na trzecim miejscu Lindsey Van (84,0 m). Rezultat ten został poprawiony przez drugą zawodniczkę pierwszej serii, Evę Ganster (86,0 m). Prowadząca po pierwszej serii Norweżka Sagen, uzyskała o osiem metrów lepszy rezultat niż wcześniej wspomniana Austriaczka, jednak dostała noty po 12 punktów, co spowodowało, że z czteropunktowej przewagi pozostały tylko trzy punkty. Na trzecim miejscu uplasowała się Amerykanka Lindsey Van.
Z zawodów została zdyskwalifikowana Daniela Iraschko, zwyciężczyni pierwszego konkursu indywidualnego oraz Jessica Jerome, trzecia zawodniczka konkursu z 19 lutego. Powodem dyskwalifikacji obu zawodniczek był nowy niezaplombowany przez FIS kombinezon, który obie zawodniczki dostały przed zawodami.
Podczas zawodów było słonecznie, a temperatura wynosiła –2,0 °C.

##### Wyniki zawodów (22.02.2003)
| 1.  | Anette Sagen      | Norwegia          | 96,0 | 120,0 | 94,0 | 114,0 | 234,0 |
| 2.  | Eva Ganster       | Austria           | 86,0 | 116,0 | 86,0 | 115,0 | 231,0 |
| 3.  | Lindsey Van       | Stany Zjednoczone | 83,0 | 107,5 | 84,0 | 112,0 | 219,5 |
| 4.  | Helena Olsson     | Szwecja           | 83,0 | 107,5 | 82,0 | 106,0 | 213,5 |
| 5.  | Rieko Kanai       | Japonia           | 81,0 | 100,0 | 77,0 | 92,5  | 192,5 |
| 6.  | Line Jahr         | Norwegia          | 76,0 | 93,0  | 79,0 | 99,0  | 192,0 |
| 7.  | Alissa Johnson    | Stany Zjednoczone | 80,0 | 102,0 | 75,0 | 89,5  | 191,5 |
| 8.  | Monika Pogladič   | Słowenia          | 75,0 | 88,5  | 73,5 | 84,5  | 173,0 |
| 9.  | Tamara Kancilja   | Słowenia          | 75,0 | 89,0  | 73,0 | 82,5  | 171,5 |
| 10. | Magdalena Kubli   | Austria           | 72,0 | 83,5  | 72,5 | 84,0  | 167,5 |
| 11. | Ann-Kathrin Reger | Niemcy            | 73,0 | 85,0  | 70,0 | 78,0  | 163,0 |
| 12. | Seiko Koasa       | Japonia           | 74,0 | 87,0  | 68,0 | 75,0  | 162,0 |
| 13. | Yoshiko Kasai     | Japonia           | 70,0 | 79,5  | 67,0 | 73,0  | 152,5 |
| 14. | Kerstin Mörtl     | Austria           | 72,0 | 80,5  | 67,5 | 71,5  | 152,0 |
| 15. | Izumi Yamada      | Japonia           | 68,5 | 76,5  | 67,5 | 72,5  | 149,0 |
| 16. | Tanja Drage       | Austria           | 65,0 | 67,0  | 68,5 | 74,5  | 141,5 |
| 17. | Michaela Schmidt  | Niemcy            | 66,5 | 71,0  | 65,5 | 69,0  | 140,0 |
| 18. | Maja Vtič         | Słowenia          | 67,0 | 71,5  | 65,0 | 66,5  | 138,0 |
| 19. | Ulrike Gräßler    | Niemcy            | 67,0 | 66,5  | 67,0 | 67,5  | 134,0 |
| 20. | Karla Keck        | Stany Zjednoczone | 63,0 | 64,0  | 61,5 | 60,0  | 124,0 |
| 21. | Urša Rozman       | Słowenia          | 62,5 | 61,5  | 62,0 | 60,5  | 122,0 |
| 21. | Kristin Schmidt   | Niemcy            | 63,5 | 60,5  | 64,0 | 61,5  | 122,0 |
| 23. | Rosemarie Wenk    | Szwajcaria        | 61,5 | 60,5  | 60,0 | 57,0  | 117,5 |
| 24. | Katrin Stefaner   | Austria           | 59,0 | 54,5  | 61,5 | 59,5  | 114,0 |
| 25. | Kristin Fridtun   | Norwegia          | 60,0 | 55,0  | 61,0 | 58,0  | 113,0 |
| 26. | Tanja Volčjak     | Słowenia          | 60,0 | 56,0  | 60,0 | 56,5  | 112,5 |
| 27. | Angelika Kühorn   | Niemcy            | 72,0 | 81,0  | 50,0 | 28,5  | 109,5 |
| 28. | Verena Floss      | Austria           | 59,5 | 52,5  | 60,0 | 53,0  | 105,5 |
| 29. | Taylor Lyons      | Stany Zjednoczone | 58,0 | 51,0  | 57,0 | 50,0  | 101,0 |
| 29. | Nicole Hauer      | Niemcy            | 58,0 | 51,5  | 58,0 | 49,5  | 101,0 |
| 31. | Andrea Temme      | Niemcy            | 55,0 | 40,5  | 60,5 | 54,0  | 94,5  |
| 32. | Stine Lobben      | Norwegia          | 53,0 | 37,0  | 47,0 | 25,0  | 62,0  |
| 33. | Linda Eriksson    | Szwecja           | 48,0 | 25,0  | 48,0 | 25,5  | 50,5  |

#### Drugi konkurs (drużynowy)

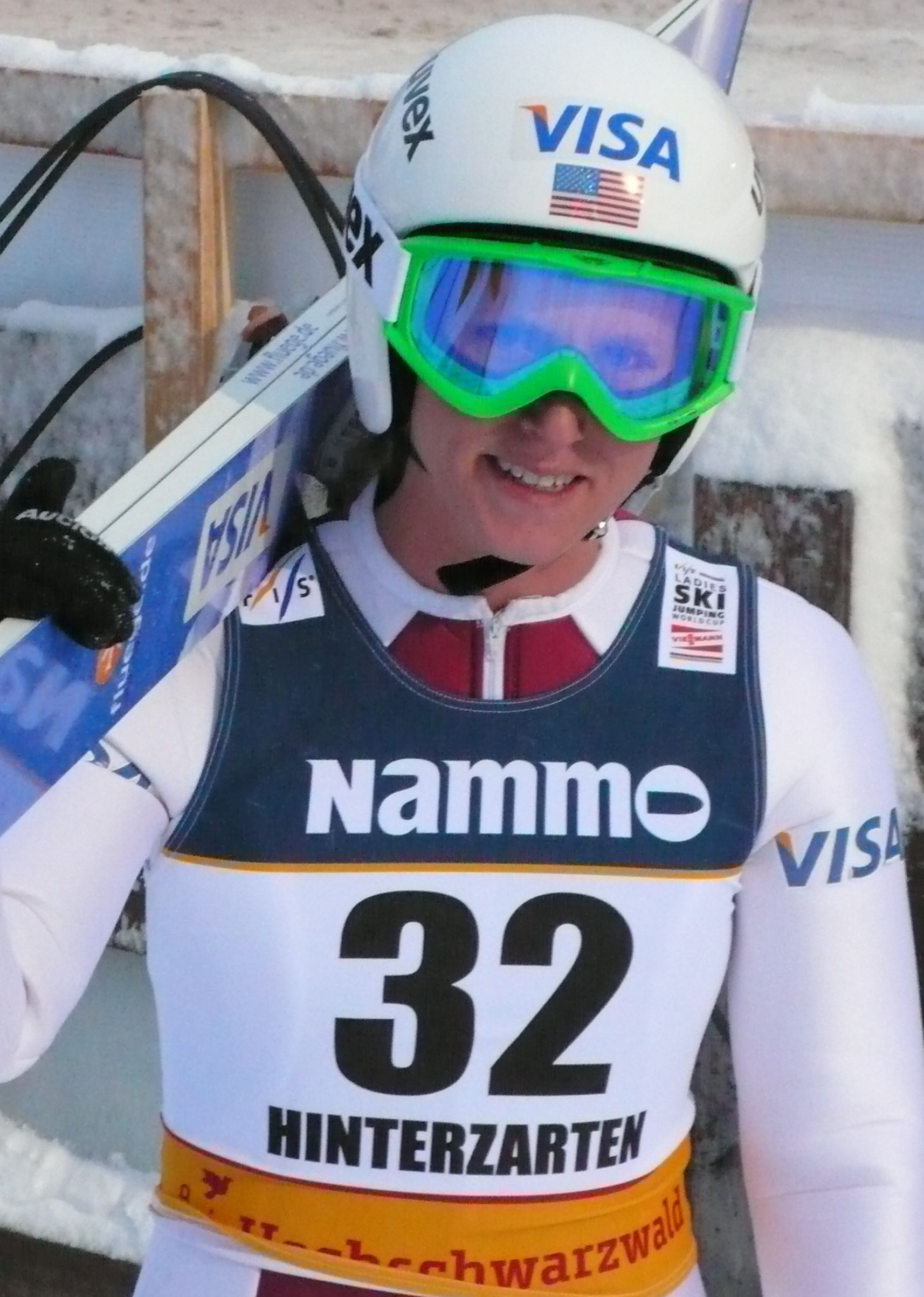
Alissa Johnson – zwyciężczyni konkursu drużynowego w Saalfelden am Steinernen Meer

Trzecią konkurencją piątej edycji FIS Ladies Grand Prix były zawody drużynowe na skoczni normalnej w Saalfelden am Steinernen Meer, które odbyły się 23 lutego. W konkursie wystartowało siedem drużyn – sześć reprezentacji narodowych i jedna drużyna mieszana. Po pierwszej kolejce skoków, na prowadzeniu była reprezentacja Stanów Zjednoczonych. Najdalej skoczyła Yoshiko Kasai, która uzyskała 76,0 metrów, jednak jej skok Japonki zakończył się upadkiem. Tuż za Amerykankami znajdowała pierwsza ekipa Niemiec i ex aequo Japonki i Austriaczki. Najdalej w drugiej kolejce – 80 metrów – skoczyła reprezentantka Stanów Zjednoczonych, Alissa Johnson. Na prowadzeniu pozostała ekipa amerykańska. W trzeciej turze najdłuższy skok oddała Jessica Jerome (Stany Zjednoczone), która uzyskała o dziewięć metrów lepszy rezultat niż wcześniej wspomniana Johnson. W ostatniej grupie pierwszej serii najdalej skoczyła Daniela Iraschko (91,0 m), dzięki czemu Austriaczki utrzymały pozycję wicelidera. Skok o 7,0 metrów krótszy oddała Lindsey Van, co pozwoliło utrzymać drużynie Stanów Zjednoczonych prowadzenie w konkursie drużynowym. Na trzecim miejscu, uplasowały się Japonki ex aequo z Niemkami.
Najdłuższym skokiem piątej kolejki okazały się 74,0 metry Yoshiko Kasai, co pozwoliło reprezentacji Japonii pozostać na trzecim miejscu z przewagą 11,5 punktu nad Niemkami. Tylko trzy metry bliżej od Kasai lądowała Karla Keck, dzięki czemu Stany Zjednoczone pozostały liderem konkursu. W szóstej kolejce najdalej skoczyła Alissa Johnson, która uzyskała 84,0 metry. Izumi Yamada (77,0 m) uzyskała o metr krótszy rezultat niż Magdalena Kubli, ale dostała lepsze noty za styl, dzięki temu Japonia odrobiła cześć strat do Austriaczek. W przedostatniej – siódmej kolejce najdalej skoczyła Austriaczka Eva Ganster oraz Jessica Jerome. Po siódmej kolejce za prowadzącymi Amerykankami, na drugim miejscu plasowały się Austriaczki, które z przewagą osiemdziesięciu dziewięciu punktów, wyprzedzały drużynę Japonii. W ostatniej, ósmej kolejce, najdalej skoczyła reprezentantka Austrii, Daniela Iraschko (88,5 m), która w nieoficjalnej klasyfikacji indywidualnej zajęła pierwsze miejsce, z przewagą sześciu punktów nad Jessicą Jerome. Dzięki temu reprezentacja Austrii utrzymała drugie miejsce w końcowej klasyfikacji zawodów. Na pierwszym miejscu uplasowała się reprezentacja Stanów Zjednoczonych, a na trzecim ulokowała się reprezentacja Japonii.
Podczas konkursu było słonecznie, a temperatura wynosiła 0 °C. 

##### Wyniki zawodów (23.02.2003)
| M              | Reprezentacja                                    | Zawodniczka       | Seria 1 | Seria 1           | Seria 2        | Seria 2 | Nota zespołu |       |      |       |       |
| M              | Reprezentacja                                    | Zawodniczka       | Skok    | Nota              | Skok           | Nota    | Nota zespołu |       |      |       |       |
| -------------- | ------------------------------------------------ | ----------------- | ------- | ----------------- | -------------- | ------- | ------------ | ----- | ---- | ----- | ----- |
| M              | Reprezentacja                                    | Zawodniczka       | 1.      | Stany Zjednoczone | Karla Keck     | 75,0    | Nota zespołu | 90,0  | 71,0 | 79,0  | 838,5 |
| M              | Reprezentacja                                    | Zawodniczka       | 1.      | Stany Zjednoczone | Alissa Johnson | 80,0    | Nota zespołu | 101,5 | 84,0 | 110,0 | 838,5 |
| Jessica Jerome | 89,0                                             | 123,0             | 1.      | Stany Zjednoczone | 88,0           | 119,5   |              |       |      |       | 838,5 |
| Lindsey Van    | 84,0                                             | 111,5             | 1.      | Stany Zjednoczone | 81,0           | 104,0   |              |       |      |       | 838,5 |
| 2.             | Austria                                          | Tanja Drage       | 65,0    | 68,0              | 65,0           | 66,5    | 814,5        |       |      |       |       |
| 2.             | Austria                                          | Magdalena Kubli   | 79,0    | 98,5              | 78,0           | 92,5    | 814,5        |       |      |       |       |
| 2.             | Austria                                          | Eva Ganster       | 88,0    | 119,5             | 88,0           | 121,0   | 814,5        |       |      |       |       |
| 2.             | Austria                                          | Daniela Iraschko  | 91,0    | 127,5             | 88,5           | 121,0   | 814,5        |       |      |       |       |
| 3.             | Japonia                                          | Yoshiko Kasai     | 76,0    | 68,0              | 74,0           | 88,5    | 690,0        |       |      |       |       |
| 3.             | Japonia                                          | Izumi Yamada      | 77,0    | 95,0              | 77,0           | 95,0    | 690,0        |       |      |       |       |
| 3.             | Japonia                                          | Seiko Koasa       | 70,0    | 78,0              | 74,5           | 86,0    | 690,0        |       |      |       |       |
| 3.             | Japonia                                          | Rieko Kanai       | 77,0    | 91,0              | 75,5           | 88,5    | 690,0        |       |      |       |       |
| 4.             | Niemcy I                                         | Angelika Kühorn   | 70,0    | 78,0              | 69,5           | 77,0    | 650,5        |       |      |       |       |
| 4.             | Niemcy I                                         | Michaela Schmidt  | 70,5    | 79,0              | 71,5           | 82,0    | 650,5        |       |      |       |       |
| 4.             | Niemcy I                                         | Ulrike Gräßler    | 74,0    | 86,0              | 72,0           | 79,5    | 650,5        |       |      |       |       |
| 4.             | Niemcy I                                         | Ann-Kathrin Reger | 75,0    | 89,0              | 71,0           | 80,0    | 650,5        |       |      |       |       |
| 5.             | Norwegia                                         | Stine Lobben      | 56,0    | 44,0              | 53,0           | 36,5    | 505,0        |       |      |       |       |
| 5.             | Norwegia                                         | Kristin Fridtun   | 65,0    | 65,5              | 66,0           | 67,0    | 505,0        |       |      |       |       |
| 5.             | Norwegia                                         | Line Jahr         | 81,0    | 102,5             | 76,0           | 91,5    | 505,0        |       |      |       |       |
| 5.             | Norwegia                                         | Anette Sagen      | 89,0    | 98,0              | –              | –       | 505,0        |       |      |       |       |
| 6.             | Niemcy II                                        | Andrea Temme      | 60,0    | 56,0              | 63,0           | 59,5    | 403,0        |       |      |       |       |
| 6.             | Niemcy II                                        | Nicole Hauer      | 65,0    | 65,0              | 60,0           | 53,5    | 403,0        |       |      |       |       |
| 6.             | Niemcy II                                        | Kristin Schmidt   | 72,0    | 78,0              | 77,0           | 91,0    | 403,0        |       |      |       |       |
| 7.             | Drużyna mieszana (Stany Zjednoczone, Szwajcaria) | Taylor Lyons      | 64,0    | 64,5              | 62,0           | 57,0    | 265,5        |       |      |       |       |
| 7.             | Drużyna mieszana (Stany Zjednoczone, Szwajcaria) | Rosemarie Wenk    | 70,0    | 79,0              | 65,0           | 65,0    | 265,5        |       |      |       |       |

### Baiersbronn

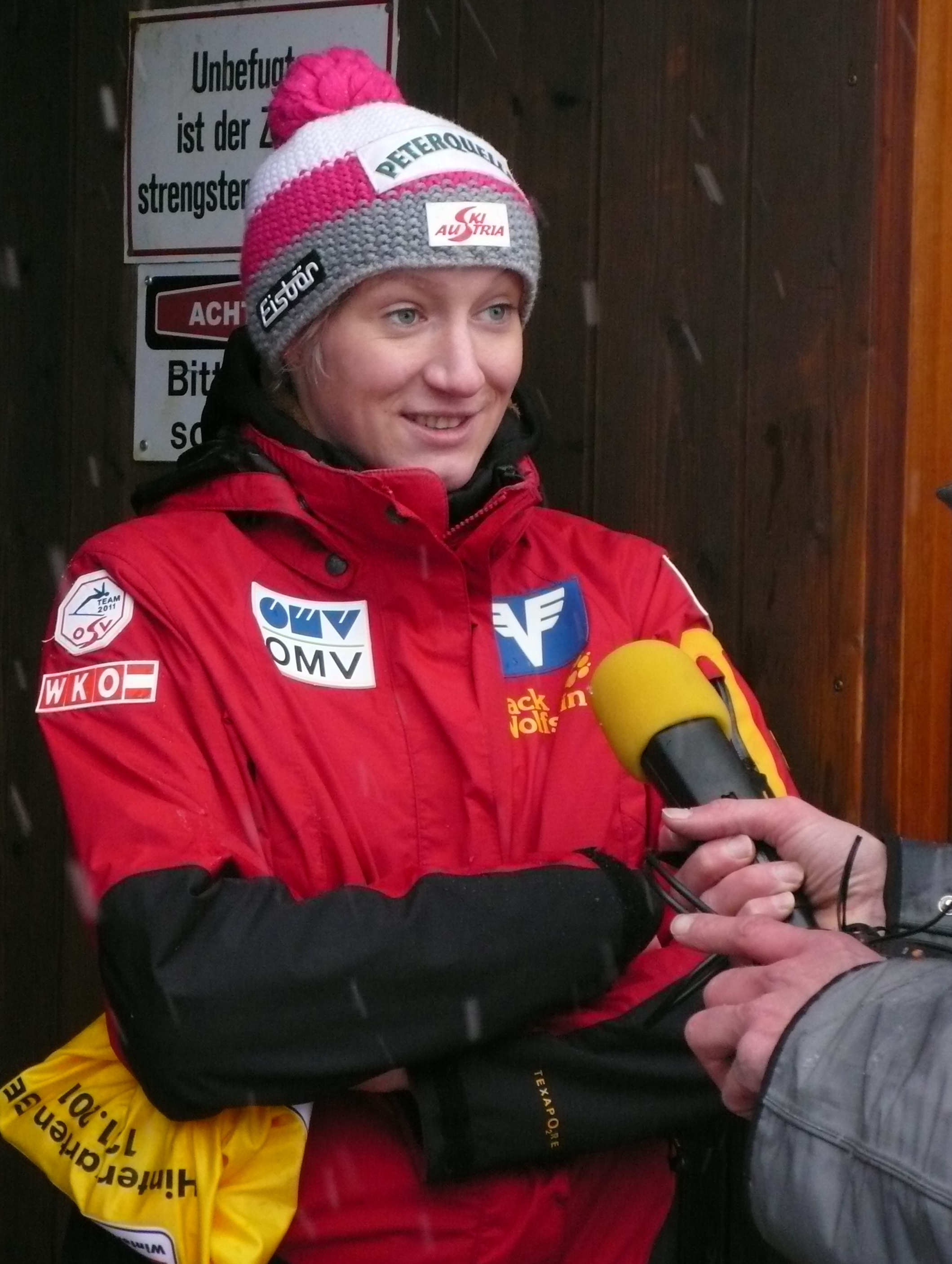
Daniela Iraschko – zwyciężczyni przedostatniego konkursu w Baiersbronn oraz trzykrotna zwyciężczyni całego turnieju

Trzy dni po konkursie drużynowym w Saalfelden am Steinernen Meer, przeprowadzony został trzeci indywidualny konkurs FLGP, na skoczni Große Ruhestein (K-85) w Baiersbronn. W pierwszej serii trzem zawodniczkom udało się uzyskać odległość powyżej punktu konstrukcyjnego, umieszczonego na 85 metrze. Najdalej skoczyła Anette Sagen (93,0 m), przy notach punktowych po 10,5 punktu. Drugą odległość serii uzyskała Daniela Iraschko (90,0 m), jednak dzięki bardzo dobrym notom za styl, plasowała się przed wcześniej wspomnianą Norweżką. Na prowadzeniu po pierwszej serii była Iraschko, o sześć i pół punktu przed Van i o dziewięć punktów przed Ganster.
W serii finałowej wystartowało trzydzieści pięć zawodniczek, spośród których czternaście osiągnęło odległość 75 metrów, natomiast dwie osiągnęły odległość powyżej punktu konstrukcyjnego umieszczonego na 85 metrze. Pierwszą, która tego dokonała, była czwarta po pierwszej serii Anette Sagen, która skoczyła na 88,5 metra. Sklasyfikowane przed nią Ganster i Van, uzyskały odpowiednio 81,0 i 84,0 metry, jednak i to nie wystarczyło aby pokonać Norweżkę. Rezultat liderki konkursu został poprawiony przez pierwszą zawodniczkę pierwszej serii, Danielę Iraschko (89,0 m). Zwyciężczynią konkursu została zatem Iraschko, z przewagą piętnastu i pół punktu przewagi nad Sagen, i szesnastu i pół nad Ganster.
Podczas konkursu temperatura powietrza wynosiła 0 °C.

#### Wyniki zawodów (26.02.2003)
| 1.  | Daniela Iraschko      | Austria           | 90,0 | 121,0 | 89,0 | 122,5 | 243,5 |
| 2.  | Anette Sagen          | Norwegia          | 93,0 | 108,0 | 88,5 | 120,0 | 228,0 |
| 3.  | Lindsey Van           | Stany Zjednoczone | 85,0 | 114,5 | 84,0 | 112,5 | 227,0 |
| 4.  | Eva Ganster           | Austria           | 84,0 | 112,0 | 81,5 | 107,0 | 219,0 |
| 5.  | Helena Olsson         | Szwecja           | 81,5 | 105,5 | 82,0 | 108,0 | 213,5 |
| 6.  | Jessica Jerome        | Stany Zjednoczone | 79,0 | 98,5  | 82,0 | 107,0 | 205,5 |
| 6.  | Line Jahr             | Norwegia          | 81,5 | 105,0 | 78,5 | 100,5 | 205,5 |
| 8.  | Monika Pogladič       | Słowenia          | 79,0 | 97,5  | 80,0 | 101,5 | 199,0 |
| 9.  | Alissa Johnson        | Stany Zjednoczone | 81,5 | 105,5 | 76,0 | 91,5  | 197,0 |
| 10. | Magdalena Kubli       | Austria           | 79,0 | 96,5  | 79,0 | 99,0  | 195,5 |
| 11. | Izumi Yamada          | Japonia           | 77,5 | 97,0  | 76,0 | 95,5  | 192,5 |
| 12. | Ann-Kathrin Reger     | Niemcy            | 78,5 | 98,5  | 75,5 | 92,5  | 191,0 |
| 13. | Ulrike Gräßler        | Niemcy            | 79,0 | 93,0  | 76,0 | 92,0  | 185,0 |
| 14. | Tamara Kancilja       | Słowenia          | 79,0 | 94,5  | 74,0 | 85,5  | 180,0 |
| 14. | Rieko Kanai           | Japonia           | 78,0 | 96,5  | 73,0 | 83,5  | 180,0 |
| 16. | Seiko Koasa           | Japonia           | 74,0 | 87,5  | 75,0 | 90,0  | 177,5 |
| 17. | Rosemarie Wenk        | Szwajcaria        | 75,0 | 89,0  | 72,0 | 84,5  | 173,5 |
| 18. | Michaela Schmidt      | Niemcy            | 73,0 | 85,0  | 70,5 | 82,0  | 167,0 |
| 19. | Tanja Drage           | Austria           | 70,5 | 80,5  | 72,5 | 84,0  | 164,5 |
| 20. | Angelika Kühorn       | Niemcy            | 72,0 | 79,0  | 74,0 | 84,0  | 163,0 |
| 21. | Yoshiko Kasai         | Japonia           | 73,0 | 82,5  | 71,0 | 78,0  | 160,5 |
| 22. | Urša Rozman           | Słowenia          | 72,0 | 81,5  | 71,0 | 78,0  | 159,5 |
| 23. | Carina Hils           | Niemcy            | 72,0 | 76,5  | 72,0 | 82,5  | 159,0 |
| 24. | Karla Keck            | Stany Zjednoczone | 72,5 | 80,5  | 70,0 | 78,0  | 158,5 |
| 25. | Camille Lizon Au Crie | Francja           | 71,5 | 77,0  | 70,0 | 73,5  | 150,5 |
| 26. | Virginie Reynaud      | Francja           | 70,5 | 79,5  | 66,0 | 70,0  | 149,5 |
| 26. | Amélie Andre          | Francja           | 67,0 | 68,5  | 73,0 | 81,0  | 149,5 |
| 28. | Lydie Bernard         | Francja           | 70,0 | 73,5  | 70,0 | 73,5  | 147,0 |
| 29. | Kristin Fridtun       | Norwegia          | 70,0 | 72,5  | 68,0 | 68,0  | 140,5 |
| 30. | Maja Vtič             | Słowenia          | 66,0 | 68,5  | 67,5 | 70,5  | 139,0 |
| 31. | Andrea Temme          | Niemcy            | 66,0 | 64,5  | 70,0 | 73,0  | 137,5 |
| 32. | Nicole Hauer          | Niemcy            | 66,5 | 66,5  | 65,0 | 62,0  | 128,5 |
| 33. | Taylor Lyons          | Stany Zjednoczone | 67,0 | 68,0  | 63,0 | 58,0  | 126,0 |
| 34. | Stine Lobben          | Norwegia          | 61,0 | 53,0  | 59,0 | 49,0  | 102,0 |
| 35. | Linda Eriksson        | Szwecja           | 58,0 | 46,5  | 54,0 | 38,5  | 85,0  |

### Schönwald

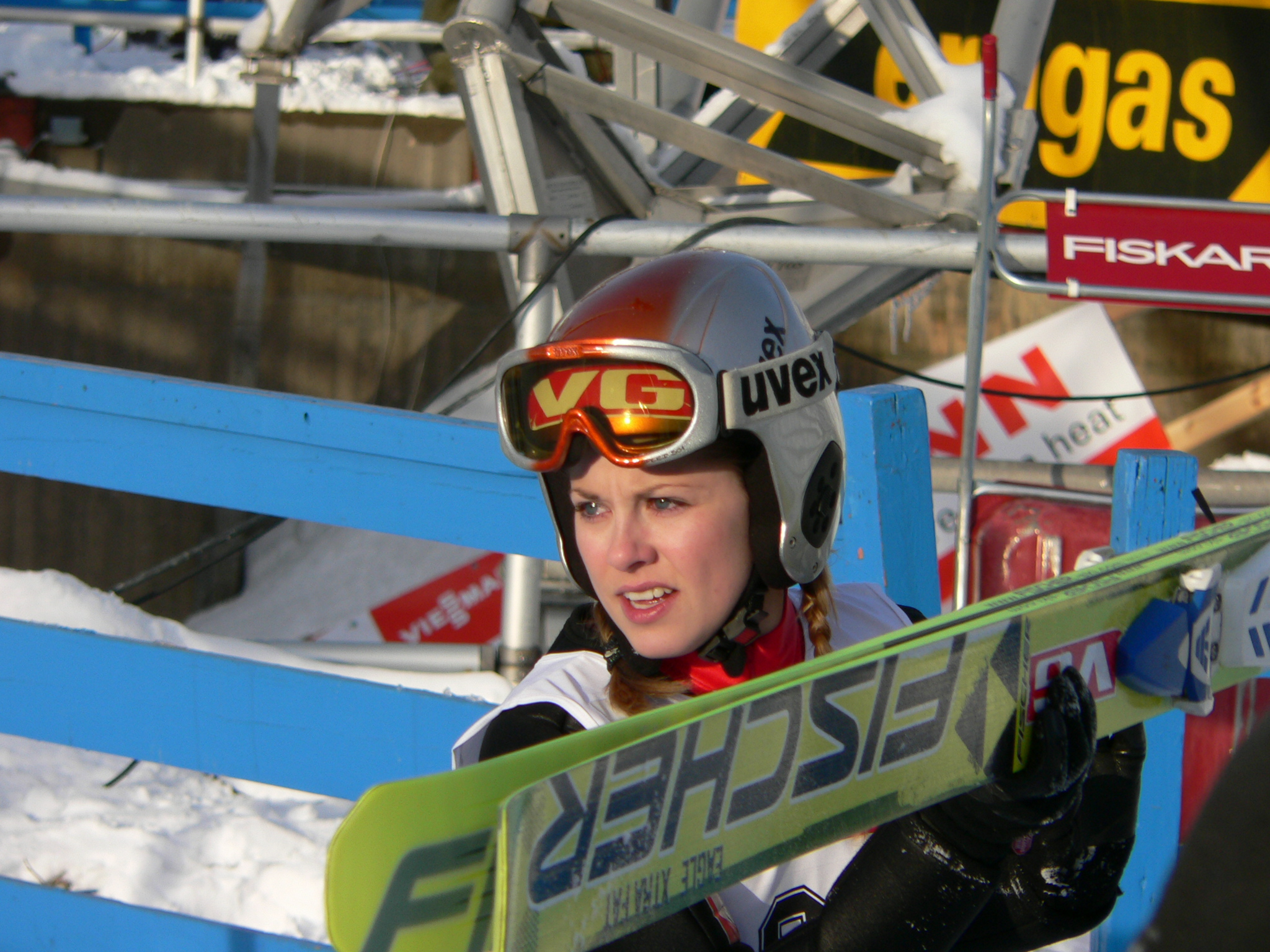
Anette Sagen – druga zawodniczka ostatniego konkursu w Schönwaldzie oraz klasyfikacji łącznej FIS Ladies Grand Prix w sezonie 2002/2003

Ostatni z konkursów indywidualnych, przeprowadzony w ramach FIS Ladies Grand Prix, odbył się na obiekcie normalnym w Schönwaldzie. W pierwszej serii konkursowej dwóm zawodniczkom udało się osiągnąć odległość powyżej, bądź równą punktu konstrukcyjnego, umieszczonego na 85 metrze. Pierwszą, która tego dokonała, była Daniela Iraschko, która skoczyła 89,0 metrów. Metr bliżej lądowała Anette Sagen, jednak uzyskała o 4,5 punktu gorsze noty za styl. Dzięki czemu Austriaczka, uzyskała sześć i pół punktu przewagi nad Norweżką. Notę łączną powyżej 100 punktów uzyskały jeszcze tylko cztery zawodniczki: Lindsey Van (105,0 punktów), Eva Ganster (106,0 punktów), Helena Olsson (106,5 punktu) i Jessica Jerome (107,0 punktu). Po pierwszej serii liderką była Daniela Iraschko, na drugim miejscu uplasowała się Anette Sagen, a na trzecim Jessica Jerome.
Jako pierwsza w serii finałowej, skok 80 metrowy oddała Eva Ganster, która skoczyła 80,5 metra. Skacząca po Austriaczce Helena Olsson, uzyskała pół metra lepszy rezultat. Jako następna na belce startowej usiadła Jessica Jerome (85,0 m), i to właśnie ona objęła prowadzenie w konkursie z 8,5 punktu przewagi nad Szwedką. Sklasyfikowana na drugim miejscu po pierwszej serii Norweżka Sagen, wyrównała rezultat Iraschko z pierwszej serii (89,0 m), natomiast skacząca tuż po niej 3-krotna zwyciężczyni turnieju oddała skok o 2 metry krótszy. Podobnie jak w pierwszej serii, lepsze noty dostała Austriaczka, i wygrała cały konkurs z sześcioma punktami przewagi Sagen, i dwudziestoma trzema i pół nad Jerome. 
Podczas zawodów było bezwietrznie i słonecznie, a temperatura wynosiła 8,0 °C.

#### Wyniki zawodów (01.03.2003)
| 1.  | Daniela Iraschko      | Austria           | 89,0 | 125,5 | 87,0 | 121,5 | 247,0 |
| 2.  | Anette Sagen          | Norwegia          | 88,0 | 119,0 | 89,0 | 122,0 | 241,0 |
| 3.  | Jessica Jerome        | Stany Zjednoczone | 81,0 | 107,0 | 85,0 | 116,5 | 223,5 |
| 4.  | Helena Olsson         | Szwecja           | 80,0 | 106,5 | 81,0 | 108,5 | 215,0 |
| 5.  | Eva Ganster           | Austria           | 79,5 | 106,0 | 80,5 | 108,5 | 214,5 |
| 6.  | Lindsey Van           | Stany Zjednoczone | 79,0 | 105,0 | 78,0 | 102,5 | 207,5 |
| 7.  | Izumi Yamada          | Japonia           | 73,0 | 91,0  | 76,0 | 97,5  | 188,5 |
| 8.  | Line Jahr             | Norwegia          | 72,5 | 88,0  | 77,0 | 98,0  | 186,0 |
| 9.  | Monika Pogladič       | Słowenia          | 76,0 | 95,5  | 73,0 | 88,5  | 184,0 |
| 10. | Ann-Kathrin Reger     | Niemcy            | 69,5 | 79,5  | 74,5 | 93,0  | 172,5 |
| 11. | Maja Vtič             | Słowenia          | 70,0 | 81,0  | 73,5 | 90,5  | 171,5 |
| 12. | Alissa Johnson        | Stany Zjednoczone | 75,0 | 94,0  | 68,0 | 76,0  | 170,0 |
| 13. | Rieko Kanai           | Japonia           | 73,0 | 86,5  | 70,0 | 79,5  | 166,0 |
| 14. | Tamara Kancilja       | Słowenia          | 71,0 | 82,5  | 70,0 | 82,5  | 165,0 |
| 15. | Magdalena Kubli       | Austria           | 69,5 | 80,0  | 71,0 | 84,5  | 164,5 |
| 16. | Rosemarie Wenk        | Szwajcaria        | 66,5 | 75,5  | 69,0 | 81,5  | 157,0 |
| 17. | Michaela Schmidt      | Niemcy            | 69,5 | 82,5  | 64,5 | 71,0  | 153,5 |
| 17. | Seiko Koasa           | Japonia           | 68,5 | 78,0  | 67,0 | 75,5  | 153,5 |
| 19. | Karla Keck            | Stany Zjednoczone | 68,0 | 75,5  | 68,0 | 74,0  | 149,5 |
| 20. | Ulrike Gräßler        | Niemcy            | 63,5 | 60,5  | 74,0 | 88,0  | 148,5 |
| 21. | Carina Hils           | Niemcy            | 66,5 | 72,0  | 67,5 | 75,5  | 147,5 |
| 22. | Urša Rozman           | Słowenia          | 67,5 | 75,0  | 65,5 | 71,0  | 146,0 |
| 23. | Amélie Andre          | Francja           | 62,5 | 63,0  | 70,0 | 81,5  | 144,5 |
| 24. | Lydie Bernard         | Francja           | 67,0 | 69,5  | 68,5 | 73,5  | 143,0 |
| 25. | Tanja Drage           | Austria           | 66,0 | 71,5  | 65,5 | 71,0  | 142,5 |
| 26. | Camille Lizon Au Crie | Francja           | 64,5 | 64,0  | 67,0 | 69,5  | 133,5 |
| 27. | Yoshiko Kasai         | Japonia           | 67,0 | 72,5  | 61,0 | 60,5  | 133,0 |
| 28. | Andrea Temme          | Niemcy            | 65,0 | 68,5  | 64,0 | 64,0  | 132,5 |
| 29. | Kristin Fridtun       | Norwegia          | 62,5 | 61,5  | 63,0 | 60,0  | 121,5 |
| 30. | Taylor Lyons          | Stany Zjednoczone | 63,0 | 60,0  | 62,0 | 59,5  | 119,5 |
| 31. | Nicole Hauer          | Niemcy            | 62,0 | 58,5  | 61,5 | 57,5  | 116,0 |
| 32. | Angelika Kühorn       | Niemcy            | 58,0 | 53,0  | 61,5 | 58,5  | 111,5 |
| 33. | Virginie Reynaud      | Francja           | 58,0 | 53,5  | 59,5 | 57,5  | 111,0 |
| 34. | Stine Lobben          | Norwegia          | 55,0 | 42,0  | 55,0 | 45,0  | 87,0  |
| 35. | Linda Eriksson        | Szwecja           | 54,0 | 37,0  | 55,0 | 41,0  | 78,0  |

## Klasyfikacja generalna turnieju
Poniżej znajduje się końcowa klasyfikacja FIS Ladies Grand Prix 2003 po przeprowadzeniu czterech konkursów. Łącznie, w tej edycji FIS Ladies Grand Prix sklasyfikowanych zostało 40 zawodniczek z dziewięciu państw.
| Miejsce | Zawodniczka           | Breitenberg | Saalfelden am Steinernen Meer | Baiersbronn | Schönwald  | Punkty | Strata do liderki |
| ------- | --------------------- | ----------- | ----------------------------- | ----------- | ---------- | ------ | ----------------- |
| 01.     | Anette Sagen          | 238,8 (2)   | 234,0 (1)                     | 228,0 (2)   | 241,0 (2)  | 941,8  | 0–                |
| 02.     | Eva Ganster           | 226,3 (4)   | 231,0 (2)                     | 219,0 (4)   | 214,5 (5)  | 890,8  | 051,0             |
| 03.     | Lindsey Van           | 218,6 (5)   | 219,5 (3)                     | 227,0 (3)   | 207,5 (6)  | 872,6  | 069,2             |
| 04.     | Helena Olsson         | 218,1 (6)   | 213,5 (4)                     | 213,5 (5)   | 215,0 (4)  | 860,1  | 081,7             |
| 05.     | Line Jahr             | 187,2 (9)   | 192,0 (6)                     | 205,5 (6)   | 186,0 (8)  | 770,7  | 171,1             |
| 06.     | Monika Pogladič       | 200,4 (8)   | 173,0 (8)                     | 199,0 (8)   | 184,0 (9)  | 756,4  | 185,4             |
| 07.     | Alissa Johnson        | 187,0 (10)  | 191,5 (7)                     | 197,0 (9)   | 170,0 (12) | 745,5  | 196,3             |
| 08.     | Rieko Kanai           | 201,0 (7)   | 192,5 (5)                     | 180,0 (14)  | 166,0 (13) | 739,5  | 202,3             |
| 09.     | Daniela Iraschko      | 241,6 (1)   |                               | 243,5 (1)   | 247,0 (1)  | 732,1  | 209,7             |
| 10.     | Ann-Kathrin Reger     | 184,3 (12)  | 163,0 (11)                    | 191,0 (12)  | 172,5 (10) | 710,8  | 231,0             |
| 11.     | Izumi Yamada          | 174,3 (15)  | 149,0 (15)                    | 192,5 (11)  | 188,5 (7)  | 704,3  | 237,5             |
| 12.     | Tamara Kancilja       | 175,0 (14)  | 171,5 (9)                     | 180,0 (14)  | 165,0 (14) | 691,5  | 250,3             |
| 13.     | Magdalena Kubli       | 162,2 (18)  | 167,5 (10)                    | 195,5 (10)  | 164,5 (15) | 689,7  | 252,1             |
| 14.     | Jessica Jerome        | 235,8 (3)   |                               | 205,5 (6)   | 223,5 (3)  | 664,8  | 277,0             |
| 15.     | Ulrike Gräßler        | 172,8 (16)  | 134,0 (19)                    | 185,0 (13)  | 148,5 (20) | 640,3  | 301,5             |
| 16.     | Seiko Koasa           | 146,4 (23)  | 162,0 (12)                    | 177,5 (16)  | 153,5 (17) | 639,4  | 302,4             |
| 17.     | Yoshiko Kasai         | 186,8 (11)  | 152,5 (13)                    | 160,5 (21)  | 133,0 (27) | 632,8  | 309,0             |
| 18.     | Maja Vtič             | 181,5 (13)  | 138,0 (18)                    | 139,0 (30)  | 171,5 (11) | 630,0  | 311,8             |
| 19.     | Michaela Schmidt      | 161,9 (19)  | 140,0 (17)                    | 167,0 (18)  | 153,5 (17) | 622,4  | 319,4             |
| 20.     | Tanja Drage           | 147,7 (22)  | 141,5 (16)                    | 164,5 (19)  | 142,5 (25) | 596,2  | 345,6             |
| 21.     | Rosemarie Wenk        | 145,8 (24)  | 117,5 (23)                    | 173,5 (17)  | 157,0 (16) | 593,8  | 348,0             |
| 22.     | Karla Keck            | 158,1 (20)  | 124,0 (20)                    | 158,5 (24)  | 149,5 (19) | 590,1  | 351,7             |
| 23.     | Urša Rozman           | 149,2 (21)  | 122,0 (21)                    | 159,5 (22)  | 146,0 (22) | 576,7  | 365,1             |
| 24.     | Kristin Fridtun       | 136,5 (26)  | 113,0 (25)                    | 140,5 (29)  | 121,5 (29) | 511,5  | 430,3             |
| 25.     | Andrea Temme          | 126,7 (29)  | 094,5 (31)                    | 137,5 (31)  | 132,5 (28) | 491,2  | 450,6             |
| 26.     | Nicole Hauer          | 126,5 (30)  | 101,0 (29)                    | 128,5 (32)  | 116,0 (31) | 472,0  | 469,8             |
| 27.     | Taylor Lyons          | 104,2 (32)  | 101,0 (29)                    | 126,0 (33)  | 119,5 (30) | 450,7  | 491,1             |
| 28.     | Angelika Kühorn       |             | 109,5 (27)                    | 167,0 (20)  | 111,5 (32) | 384,0  | 557,8             |
| 29.     | Stine Lobben          | 081,1 (33)  | 062,0 (32)                    | 102,0 (34)  | 087,0 (34) | 332,1  | 609,7             |
| 30.     | Carina Hils           |             |                               | 159,0 (23)  | 147,5 (21) | 306,5  | 635,3             |
| 31.     | Amélie Andre          |             |                               | 149,5 (26)  | 144,5 (23) | 294,0  | 647,8             |
| 32.     | Kerstin Mörtl         | 139,2 (25)  | 152,0 (14)                    |             |            | 291,2  | 650,6             |
| 33.     | Lydie Bernard         |             |                               | 147,0 (28)  | 143,0 (23) | 290,0  | 651,8             |
| 34.     | Kristin Schmidt       | 164,3 (17)  | 122,0 (21)                    |             |            | 286,3  | 655,5             |
| 35.     | Camille Lizon Au Crie |             |                               | 150,5 (25)  | 133,5 (26) | 284,0  | 657,8             |
| 36.     | Linda Eriksson        | 062,7 (34)  | 050,5 (33)                    | 085,0 (35)  | 078,0 (35) | 276,2  | 665,6             |
| 37.     | Virginie Reynaud      |             |                               | 149,5 (26)  | 111,0 (33) | 260,5  | 681,3             |
| 38.     | Katrin Stefaner       | 133,7 (27)  | 114,0 (24)                    |             |            | 247,7  | 694,1             |
| 39.     | Verena Floss          | 131,6 (28)  | 105,5 (28)                    |             |            | 237,1  | 704,7             |
| 40.     | Tanja Volčjak         | 123,3 (31)  | 112,5 (26)                    |             |            | 235,8  | 706,0             |

## Składy reprezentacji
Poniższa tabela zawiera składy wszystkich dziewięciu reprezentacji, które uczestniczyły w FIS Ladies Grand Prix 2003. W nawiasie obok nazwy kraju podana została liczba zawodniczek z poszczególnych państw. W tabeli przedstawiono wyniki zajmowane przez zawodniczki we wszystkich konkursach oraz miejsca w poprzedniej edycji turnieju.
| Zawodniczka           | Data urodzenia       | Miejsce w FLGP 2002 | Starty w FLGP 2003 | Starty w FLGP 2003            | Starty w FLGP 2003 | Starty w FLGP 2003 | Źródło |
| Zawodniczka           | Data urodzenia       | Miejsce w FLGP 2002 | Breitenberg        | Saalfelden am Steinernen Meer | Baiersbronn        | Schönwald          | Źródło |
| --------------------- | -------------------- | ------------------- | ------------------ | ----------------------------- | ------------------ | ------------------ | ------ |
| Austria (7)           |                      |                     |                    |                               |                    |                    |        |
| Tanja Drage           | 19 listopada 1987    | 32                  | 22                 | 16                            | 19                 | 25                 | [ 22 ] |
| Verena Floss          | 5 kwietnia 1986      | 17                  | 28                 | 28                            | –                  | –                  | [ 23 ] |
| Eva Ganster           | 30 marca 1978        | 4                   | 4                  | 2                             | 4                  | 5                  | [ 24 ] |
| Daniela Iraschko      | 21 listopada 1983    | 1                   | 1                  | –                             | 1                  | 1                  | [ 25 ] |
| Magdalena Kubli       | 7 listopada 1985     | 11                  | 18                 | 10                            | 10                 | 15                 | [ 26 ] |
| Kerstin Mörtl         | 12 sierpnia 1989     | 40                  | 25                 | 14                            | –                  | –                  | [ 27 ] |
| Katrin Stefaner       | 20 stycznia 1987     | 22                  | 27                 | 24                            | –                  | –                  | [ 28 ] |
| Francja (4)           |                      |                     |                    |                               |                    |                    |        |
| Amélie Andre          | 19 czerwca 1988      | –                   | –                  | –                             | 26                 | 23                 | [ 29 ] |
| Lydie Bernard         | 26 marca 1984        | 31                  | –                  | –                             | 28                 | 23                 | [ 30 ] |
| Camille Lizon Au Crie | 10 listopada 1985    | 28                  | –                  | –                             | 25                 | 26                 | [ 31 ] |
| Virginie Reynaud      | 11 czerwca 1986      | 24                  | –                  | –                             | 26                 | 33                 | [ 32 ] |
| Japonia (4)           |                      |                     |                    |                               |                    |                    |        |
| Rieko Kanai           | 4 listopada 1981     | 13                  | 7                  | 5                             | 14                 | 13                 | [ 33 ] |
| Yoshiko Kasai         | 4 listopada 1980     | –                   | 11                 | 13                            | 21                 | 27                 | [ 34 ] |
| Seiko Koasa           | 24 lutego 1983       | –                   | 23                 | 12                            | 16                 | 17                 | [ 35 ] |
| Izumi Yamada          | 28 sierpnia 1978     | 6                   | 15                 | 15                            | 11                 | 7                  | [ 36 ] |
| Niemcy (8)            |                      |                     |                    |                               |                    |                    |        |
| Ulrike Gräßler        | 17 maja 1987         | 14                  | 16                 | 19                            | 13                 | 20                 | [ 37 ] |
| Nicole Hauer          | 9 marca 1987         | 36                  | 30                 | 29                            | 32                 | 31                 | [ 38 ] |
| Carina Hils           | 1 sierpnia 1987      | –                   | –                  | –                             | 23                 | 21                 | [ 39 ] |
| Angelika Kühorn       | 8 lipca 1986         | 23                  | –                  | 27                            | 20                 | 32                 | [ 40 ] |
| Ann-Kathrin Reger     | 2 marca 1988         | 5                   | 12                 | 11                            | 12                 | 10                 | [ 41 ] |
| Kristin Schmidt       | 18 października 1983 | 20                  | 17                 | 21                            | –                  | –                  | [ 42 ] |
| Michaela Schmidt      | 27 listopada 1983    | 16                  | 19                 | 17                            | 18                 | 17                 | [ 43 ] |
| Andrea Temme          | 24 czerwca 1981      | –                   | 29                 | 31                            | 31                 | 28                 | [ 44 ] |
| Norwegia (4)          |                      |                     |                    |                               |                    |                    |        |
| Kristin Fridtun       | 9 listopada 1987     | 25                  | 26                 | 25                            | 29                 | 29                 | [ 45 ] |
| Line Jahr             | 16 stycznia 1984     | 10                  | 9                  | 6                             | 6                  | 8                  | [ 46 ] |
| Stine Lobben          | 26 kwietnia 1986     | 29                  | 33                 | 32                            | 34                 | 34                 | [ 47 ] |
| Anette Sagen          | 10 stycznia 1985     | 2                   | 2                  | 1                             | 2                  | 2                  | [ 48 ] |
| Słowenia (5)          |                      |                     |                    |                               |                    |                    |        |
| Tamara Kancilja       | 15 sierpnia 1987     | –                   | 14                 | 9                             | 14                 | 14                 | [ 49 ] |
| Monika Pogladič       | 5 kwietnia 1987      | 9                   | 8                  | 8                             | 8                  | 9                  | [ 50 ] |
| Urša Rozman           | 25 listopada 1987    | –                   | 21                 | 21                            | 22                 | 22                 | [ 51 ] |
| Tanja Volčjak         | 1984                 | 21                  | 31                 | 26                            | –                  | –                  | [ 52 ] |
| Maja Vtič             | 27 stycznia 1988     | –                   | 13                 | 18                            | 30                 | 11                 | [ 53 ] |
| Stany Zjednoczone (5) |                      |                     |                    |                               |                    |                    |        |
| Jessica Jerome        | 8 lutego 1987        | 7                   | 3                  | –                             | 6                  | 3                  | [ 54 ] |
| Alissa Johnson        | 28 maja 1987         | –                   | 10                 | 7                             | 9                  | 12                 | [ 55 ] |
| Karla Keck            | 30 lipca 1975        | –                   | 20                 | 20                            | 24                 | 19                 | [ 56 ] |
| Taylor Lyons          | 18 marca 1987        | –                   | 32                 | 29                            | 33                 | 30                 | [ 57 ] |
| Lindsey Van           | 27 listopada 1984    | 12                  | 5                  | 3                             | 3                  | 6                  | [ 58 ] |
| Szwajcaria (1)        |                      |                     |                    |                               |                    |                    |        |
| Rosemarie Wenk        | 1987                 | 15                  | 24                 | 23                            | 17                 | 16                 | [ 59 ] |
| Szwecja (2)           |                      |                     |                    |                               |                    |                    |        |
| Linda Eriksson        | 1981                 | 41                  | 34                 | 33                            | 35                 | 35                 | [ 60 ] |
| Helena Olsson         | 15 listopada 1983    | 3                   | 5                  | 4                             | 5                  | 4                  | [ 61 ] |